# Bundesratsgebäude
Il Bundesratsgebäude (edificio del Bundesrat), chiamato anche palazzo prussiano o palazzo signorile dopo il suo uso precedente, è la sede del Bundesrat tedesco a Berlino. Costruito nel periodo 1899-1904, secondo il progetto di Friedrich Schulze, l'edificio si trova in Leipziger Strasse, nel quartiere berlinese di Mitte. Dal 1997 al 2000 è stato utilizzato come sede del Consiglio federale, che da allora si è riunito qui ogni tre o quattro settimane.

## Storia
Sulla proprietà dell'attuale edificio del Consiglio federale, in Leipziger Strasse n.3, inizialmente c'era un palazzo, costruito tra il 1735 e il 1737 per Heinrich von der Groeben, che nel 1746 fu acquistato dalla Königlichen Kommerz-und Manufakturkommission e assegnato ad Antoine Simond per gestire una manifattura di seta (fSimonsche Seidenfabrik). Questa fu rilevata da Johann Ernst Gotzkowsky nel 1750, che possedeva anche la proprietà sul vicino palazzo al n.4, costruito intorno al 1735 da Christian Friedrich von Aschersleben e rivenduto a Gedeon le Duchat de Dorville nel 1740. Acquistò il palazzo e vi fondò una fabbrica di porcellana, che dal 1763 continuò come Regia manifattura di porcellane di Berlino. Il palazzo al numero civico3 fu acquistato da Carl Friedrich Leopold Freiherr von der Reck nel 1778 e dal 1825 al 1851 fu di proprietà della famiglia Mendelssohn, che lo fece trasformare in un edificio residenziale di rappresentanza. Si dice che Felix Mendelssohn Bartholdy abbia composto la sua musica per Sogno di una notte di mezza estate in questo palazzo aristocratico.
Il 31 maggio 1851 il governo prussiano acquistò il palazzo in Leipziger Strasse n.3 dalla famiglia Mendelssohn e nel novembre 1851 lo fece ristrutturare dall'architetto Heinrich Bürde. Ora fungeva da sede della Prima Camera del Landtag prussiano e da Camera dei signori prussiana dal 1855. Anche il Reichstag della Confederazione Tedesca del Nord si riunì qui dal 1867 al 1870. Per il Reichstag dell'Impero tedesco, l'edificio nella vicina proprietà al n.4 fu convertito in un edificio provvisorio per riunioni, in soli quattro mesi, con l'aggiunta di un piano, nel 1874, e utilizzato come tale fino al 1894.

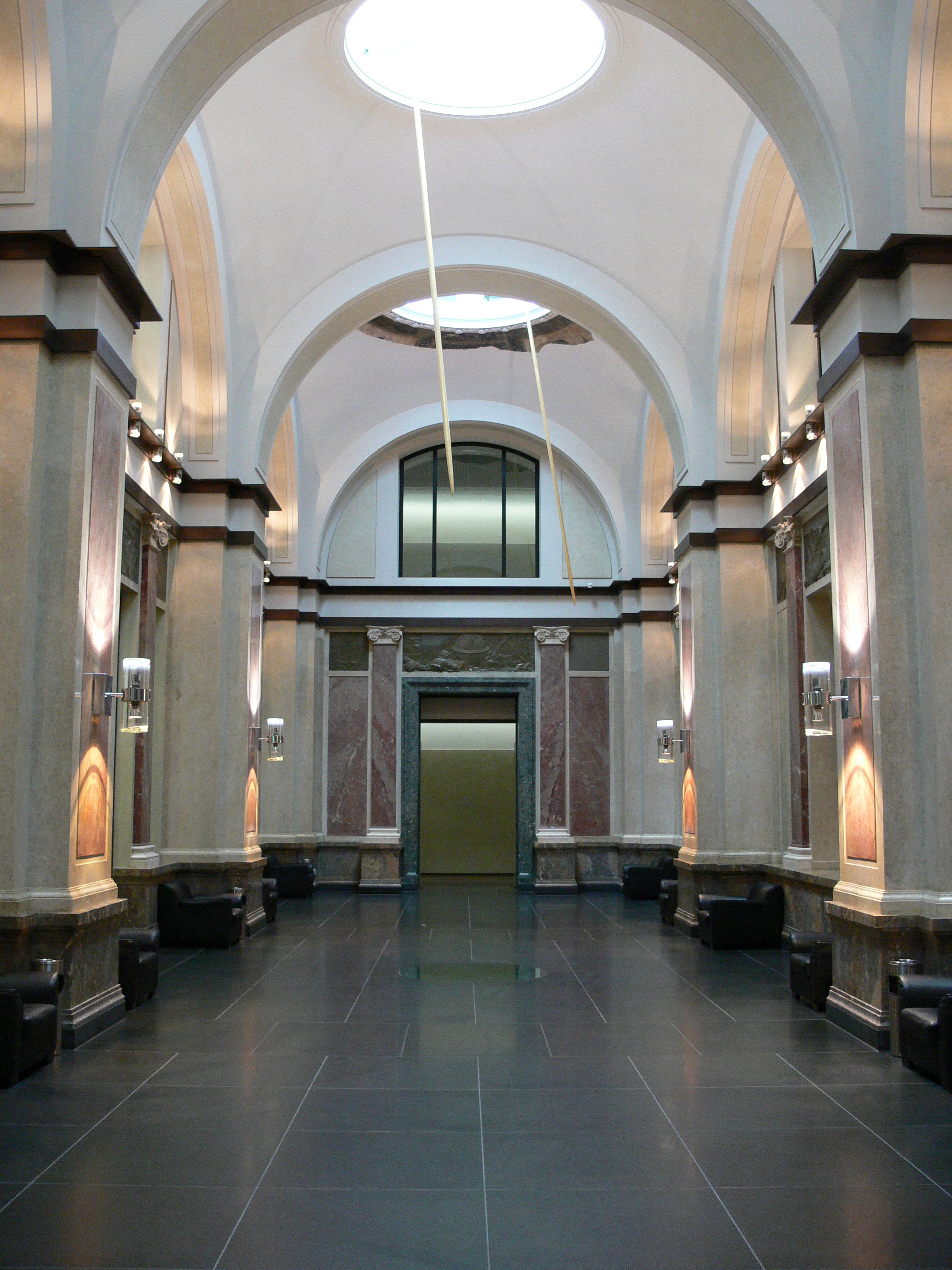
Atrio

Nel 1899, entrambi gli edifici furono demoliti per far posto a un nuovo edificio come palazzo padronale. Il nuovo edificio fu progettato dall'architetto Friedrich Schulze e completato nel 1904. Fu eretto a nord dell'edificio della Camera dei rappresentanti prussiana (oggi sede della Camera dei rappresentanti di Berlino), costruita dallo stesso architetto dal 1892 al 1898. Entrambi i palazzi erano collegati tra loro.
Il governo prussiano utilizzò il nuovo edificio dal 1904, il primo incontro si svolse il 16 gennaio, fino alla fine dell'istituzione nel 1918. Dal 1921 al 1933 fu sede del Consiglio di Stato prussiano, in rappresentanza delle province. Il 4 novembre 1928 si tenne, nella sala congressi, la fondazione della Lega degli amici dell'Unione Sovietica. L'edificio fu utilizzato, dal 1934, dalla Fondazione Preußenhaus sotto Hermann Göring per promuovere la continuità storica del prussianesimo e del nazionalsocialismo. Il Tribunale del Popolo, di recente istituzione, utilizzò lo spazio per un breve periodo. Quindi l'edificio divenne Casa degli aviatori e ospitava alcuni dei dipartimenti e degli uffici subordinati di Göring. L'edificio fu gravemente danneggiato durante la seconda guerra mondiale e dopo il 1946 fu utilizzato dall'Accademia delle scienze della RDT come sede dell'Istituto centrale di storia antica e archeologia.
Nel corso del trasferimento della capitale tedesca da Bonn a Berlino, dal 1997, l'edificio è stato  adattato per essere usato da parte del Consiglio federale con un progetto degli architetti Schweger & Partner. La prima riunione si è tenuta il 29 settembre 2000.

## Edificio

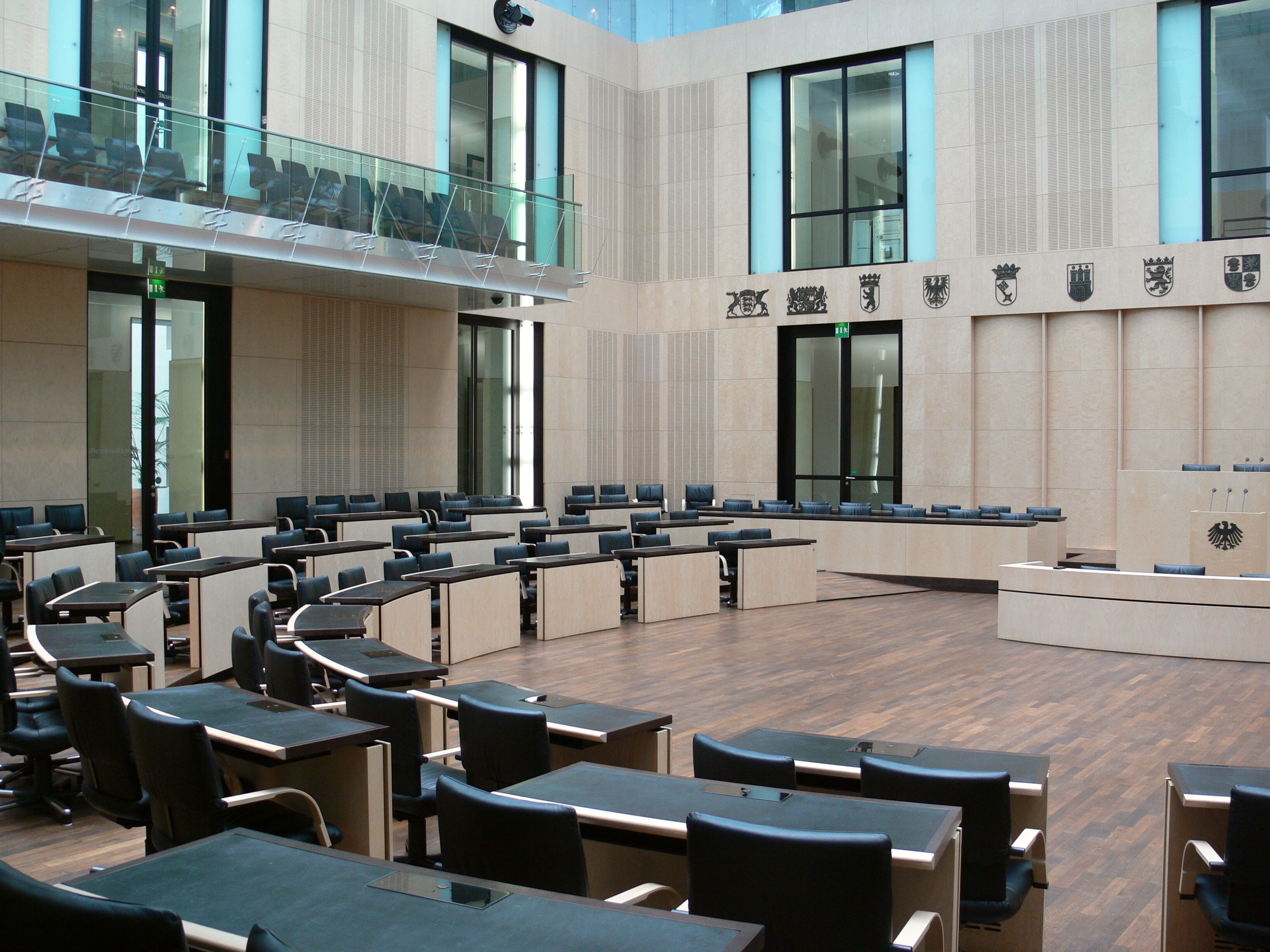
Sala plenaria

Verso Leipziger Strasse, l'edificio si presenta come un complesso a tre ali. Le ali est e ovest incorniciano un edificio centrale arretrato con un piccolo giardino nel cortile sul retro, che presenta un monumentale portale neoclassico. Sei colonne sorreggono un timpano, con opere dello scultore Otto Lessing. Una Borussia appare come figura centrale, simbolo dell'autorità statale prussiana. All'interno c'è un ampio androne, un foyer ed infine la sala delle riunioni plenarie. Nelle tre volte a cupola sopra il foyer si possono vedere resti di ornamenti in stucco e affreschi sul soffitto, che sono stati intenzionalmente lasciati incompleti durante la ristrutturazione degli anni '90. La sala delle riunioni plenarie, distrutta durante la seconda guerra mondiale, è stata completamente ridisegnata con pavimenti in parquet e boiserie in legno. Gli stemmi dei 16 Stati federali sono affissi sopra la sede del Presidio.
Il patrimonio edilizio storico è stato inoltre integrato da un moderno abbellimento artistico: otto sculture in bronzo dello scultore danese Per Kirkeby sono state collocate sul tetto dell'edificio. Nelle cupole del foyer ci sono Le Tre Grazie dell'artista Rebecca Horn. L'edificio è un monumento classificato.